# Penitenciarul Satu Mare
Penitenciarul Satu Mare este o unitate de detenție cu regim închis din municipiul Satu Mare, România. Directorul actual al penitenciarului este judecătorul Mihai Ciorcaș. Penitenciarul este parte a palatului de justiție din oraș, fiind dat în folosință în anul 1897. Clădirea este contruită în stil baroc (la fel ca majoritatea penitenciarelor din Transilvania), capacitatea de cazare fiind la momentul deschiderii de 150 de deținuți. În perioada 1966 - 1977, numărul deținuților s-a menținut între 200-300 de persoane iar după anul 1978, după închiderea Penitenciarului Baia Mare și Penitenciarului Oradea, numărul acestora a crescut la 600. La data de 30 decembrie 2008, numărul deținuților era de 464, indicele de ocupare a penitenciarului fiind de 83,45%.